# L'Express
L'Express je francuski politički tjednik koji redovito izlazi od 16. svibnja 1953., kada je izdan njegov prvi broj. Sjedište tjednika nalazi se u Parizu. Prema uređivačkoj politici orijentiran je prema lijevom političkom centru, iako su ga osnovali krajnji ljevičari.

## Povijest
Osnovali su ga Jean-Jacques Servan-Schreiber njegov idejni začetnik, kasnije i predsjednik Radikalne stranke, i Françoise Giroud, centristički orijentirana književnica, kasnije i francuska ministrica kulture.
U vrijeme Prvog indokineskog rata, odigrao je važnu propagandnu ulogu kao američki Time za Drugog svjetskog ili Vijetnamskog rata, dok je nakon rata uživao naslov utjecajnih nacionalnih novina poput njemačkog Der Spiegela.
U svojim prvim godinama bio je predan uglavnom politički temama te je snažno podupirao predsjednika vlade Pierra Mendèsa Francea i njegovu politiku pomirenja i napuštanja kolonija. Tako se protvio i Alžirskom ratu za neovisnost i francuskom imperijalizmu prema zemljama Sjeverne Afrike.
Početkom 1964. iz uredništva tjednika odlaze istaknuti novinari André Gorz i Jean Daniel i osnivaju Le Nouvelle Observateur. Do raskola je došlo zbog neslaganja u uređivačkoj politici i općenito preizraženoj krajnje lijevoj političkoj orijentaciji i egzistencijalizmu. Zbog toga Servan-Schreiber smanjuje opseg političkih tema što je uzrokovalo utrostručenje naklade sa 150 na 500 tisuća primjeraka u naredne tri godine.
1971. godine, kao posljedica političke aktivnosti glavnog urednika Servana-Schreibera, koji je postao predsjednikom Radikalne stranke, još devet utjecajnih novinara je napustilo tjednik i osnovali Le Point, glasilo francuskih intelektualaca i konzervativaca.
Britanski tajkun i bankar James Goldsmith kupio je tjednik 1977. Godinu kasnije, glavnim urednikom postaje Jean-François Revel. akademik Fancuske akademije, koji je na toj funkciji ostao do 1981. kada ga zamjenjuje Yves Cuau. Te godine tjednik je imao nakladu od 507.000 primjeraka tjedno. Šest godina kasnije, 1986., naklada je dosegla rekordnih 555.000 primjeraka, a godinu kasnije zadržala se na 554.000
Tijekom 1990-ih dužnost glavnog urednika obnašali su televizijska voditeljica Christine Ockrent (do 1994.) i Denis Jeambar, prijašnji dopisnik Le Pointa.
2002. tjednik kupuje Socpresse, tadašnji vlasnik više utjecajnih francuskih političkih tjednika i dnevnih novina. Tada naklada pada na 424.000 primjeraka
Belgijska Roularta Media Group kupuje sve dionice tjednika i postaje jedini vlasnik lista 2006. Unatoč oglašavanju naklada nastaje padati i 2010-ih, a 2016. pala je najniže u povijesti lista - na 379.717 primjeraka.

## Vanjske poveznice
- Mrežno izdanje (fr.)